# Mesembryanthemum articulatum
Mesembryanthemum articulatum är en isörtsväxtart som beskrevs av Carl Peter Thunberg. Mesembryanthemum articulatum ingår i Isörtssläktet som ingår i familjen isörtsväxter. Inga underarter finns listade i Catalogue of Life.